# Secondo Campini
Secondo Campini (Bologna, 28 agosto 1904 – Milano, 7 febbraio 1980) è stato un ingegnere italiano.
Si occupò di motoristica studiando sistemi di propulsione a reazione per natanti e aeroplani.

## Biografia
Dopo essersi laureato all'Università di Bologna presso la Scuola d'Applicazione d'Ingegneria, nel 1931 si trasferì con i famigliari a Milano, per mettere in pratica le sue teorie sulla propulsione a reazione e fondò la società V.E.N.A.R. (Velivoli E Natanti A Reazione). Il primo progetto ad essere realizzato fu un motoscafo a reazione ordinato dal Ministero dell'Aeronautica e provato con successo a Venezia nel 1932.
Fra il 1931 e il 1934 realizzò un motore a getto per aerei, più precisamente un motoreattore che consisteva in un compressore (formato da tre stadi di giranti a 15 palette ciascuno) azionato da un motore alternativo, un condotto dinamico (Venturi), un gruppo anulare di bruciatori e un ugello di scarico, regolabile con un comando idraulico, che forniva la spinta di reazione.
I bruciatori servivano a surriscaldare l'aria compressa resa già calda dalla compressione e dal calore disperso dal motore alternativo e dai suoi gas di scarico, aumentando la spinta ottenibile con la sola compressione. Ciò significava che, in linea di principio, il motore poteva funzionare anche senza l'ausilio dei bruciatori, sfruttando unicamente l'aria compressa, con rendimenti inferiori a quelli di un normale motore alternativo accoppiato a un'elica.
Il motore fu montato su un nuovo aereo, il Campini-Caproni C.C.2, realizzato dalla Caproni fra il 1934 e il 1940. Era lungo 13,12 metri, con un'apertura alare di 15,86 metri, e toccava i 500 km/h a 3.000 metri di quota.
Il motore alternativo utilizzato per la costruzione del motore a getto di Campini era l'Isotta Fraschini Asso L.121 RC.40 da 900 CV
Il velivolo effettuò un volo regolare Milano-Guidonia (Roma) nel 1941, ma non ebbe seguito.
Altri progetti di Campini, mai realizzati, furono:
- Monoplano Stratosferico denominato C.S.3 (Campini Secondo 3), con una variante C.S.4 con diversa sistemazione dei motori e del carrello
- Giroplano a reazione C.S.5 / C.S.6 ideati nel 1939
- Monoplani bimotore a getto C.S.7 e C.S.8 precursori del C.S.10
- Un bireattore da caccia pesante del 1942 Campini C.S.10
- Bombardiere bimotore a getto C.S.11 di cui furono pensate due versioni, la prima nel 1942 azionato da motori DB605A e un altro nel 1943, azionato da motori Reggiane RE L103

Fu vincitore del premio della Fondazione Marconi istituito dal Gruppo Emiliano dei Cavalieri del Lavoro.
Tra il 1942 e il 1945 elaborò con Mario de Bernardi, già collaudatore del C.C.2, un progetto per un sommergibile tascabile d'assalto, con una turbina a reazione a ossigeno e nafta per la navigazione in immersione. A tale progetto fu interessata anche la Marina imperiale giapponese e dopo l'8 settembre 1943 anche la Kriegsmarine. In tale periodo Campini si trovò a Rovereto, dove furono spostati i suoi uffici dopo i continui raid aerei su Milano. Il 22 marzo 1944 la Campini-Caproni stipulò un contratto di fornitura per 50 mini sommergibili con la marina militare tedesca. Gli apparecchi non furono mai forniti, ma almeno un prototipo fu sottoposto ad alcuni test nel Lago di Garda.
Dopo la seconda guerra mondiale s'interruppe la collaborazione con Caproni e Campini accettò un incarico di lavoro da Preston Tucker. Nel 1948 si trasferì negli Stati Uniti. Poi lavorò anche su progetti militari del governo, tra cui l'YB-35. Non rimase negli Stati Uniti e nel 1951 rientrò a Milano. Fino al suo ritiro dall'attività lavorativa nel 1970 proseguì nello studio e nella progettazione di mezzi innovativi e motori di propulsione, tra cui il volo suborbitale.